# Bombylius flavissimus
Bombylius flavissimus är en tvåvingeart som beskrevs av Greathead 1980. Bombylius flavissimus ingår i släktet Bombylius och familjen svävflugor.
Artens utbredningsområde är Saudiarabien. Inga underarter finns listade i Catalogue of Life.